# Chasiempis
Genre
Chasiempis est un genre de passereaux de la famille des Monarchidae. Il est composé de trois espèces, toutes endémiques d'Hawaï, appelées ʻelepaio en hawaïen.

## Taxinomie
D'après la classification de référence (version 3.1, 2012) du Congrès ornithologique international (ordre phylogénique) :
- Chasiempis sclateri – Monarque de Kauai ; sur Kauai ;
- Chasiempis ibidis – Monarque d'Oahu ; sur Oahu ;
- Chasiempis sandwichensis – Monarque d'Hawaï ; sur l'île principale de l'archipel.

## Référence dans la culture
Le musicien français Olivier Messiaen s'est inspiré de son chant pour une des pièces de son Des canyons aux étoiles..., écrit entre 1971 et 1974.